# Beaufortia incana
Beaufortia incana är en myrtenväxtart som först beskrevs av George Bentham, och fick sitt nu gällande namn av Alexander Segger George. Beaufortia incana ingår i släktet Beaufortia och familjen myrtenväxter. Inga underarter finns listade i Catalogue of Life.